# Komora diamentowa

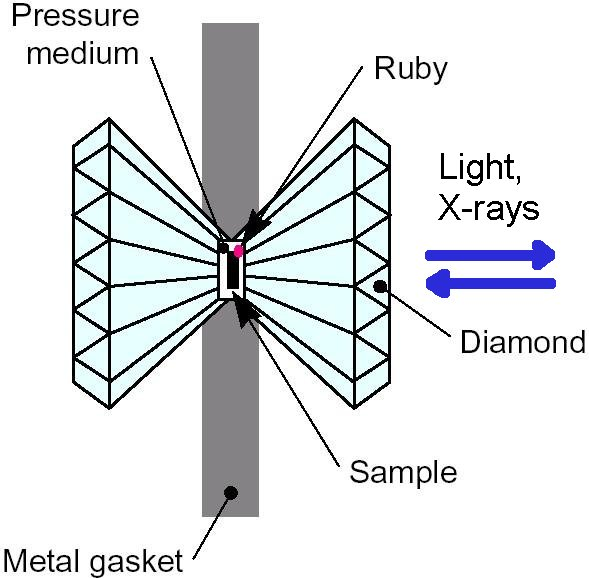
Schemat kowadła diamentowego

Komora diamentowa (kowadło diamentowe, imadło diamentowe) (używany jest skrótowiec DAC od angielskiej nazwy diamond anvil cell) – urządzenie pozwalające uzyskiwać w niewielkiej objętości olbrzymie ciśnienie. Składa się z dwóch diamentów o kształcie ostrosłupa ściętego, skierowanych do siebie wąskimi końcami. Nacisk na szerokie końce tych diamentów przekłada się na ciśnienie w przestrzeni roboczej stykających się diamentów sięgające wielu gigapaskali.
Komora diamentowa jest używana do symulowania ciśnienia, m.in. jakie panuje we wnętrzu planet, umożliwiając tworzenie materiałów, jakie tam powstają. Przykładami materiałów, jakie wytworzono w ten sposób, są metaliczny wodór i ADNR.

## Zasada działania
Działanie komory z kowadłami diamentowymi opiera się na równaniu:
{\displaystyle p={\frac {F}{S}}}
gdzie:
- p – ciśnienie
- F – przyłożona siła
- S – powierzchnia.

Wysokie ciśnienie można uzyskać, przykładając siłę do małej powierzchni. Aby uniknąć deformacji i zniszczenia komory, musi ona być wykonana z możliwie twardego i mało ściśliwego materiału – a takim jest diament.

## Historia
Percy Williams Bridgman opracował pierwsze wysokociśnieniowe komory wywierające nacisk na niewielkie powierzchnie. Używając komory z węgliku wolframu, uzyskał ciśnienie kilku gigapaskali (za swoje dokonania otrzymał Nagrodę Nobla w 1946 roku). Jego urządzenia zostały w kolejnych latach udoskonalone przez wprowadzenie rdzenia z najtwardszego znanego materiału, czyli diamentu, dodanie uszczelek i kalibracji ciśnienia za pomocą rubinu. Kowadła diamentowe pozwalają uzyskać ciśnienia statyczne rzędu 250 GPa. Przy wyższym ciśnieniu diamenty zaczynają pękać. Wyższe ciśnienia można uzyskiwać, przepuszczając przez badaną próbkę falę uderzeniową, która dodatkowo ją ściska. Rekordowe wyniki sięgają 460 GPa, jednak takie ciśnienie można utrzymać tylko przez kilka nanosekund. W 2012 roku zaprezentowano komorę z wykorzystaniem nanokrystalicznego diamentu, który nie ma płaszczyzn łupliwości i dzięki temu nie pęka (różniąc się od postaci monokrystalicznej). Uzyskano w niej ciśnienie 640 GPa.

## Konstrukcja
Trzy główne elementy komory diamentowej to:
- przyłożenie siły – w postaci dźwigni, śruby lub hydraulicznego nacisku. We wszystkich przypadkach nacisk musi być skierowany w jednej osi na oba diamenty.
- dwa specjalnie oszlifowane diamenty – pojedyncze kryształy bez skazy, zwykle o masie od ⅛ do ⅓ karata, oszlifowane w 16 faset. Ich wąskie końce muszą być dokładnie oszlifowane w dwie równoległe płaszczyzny, prostopadle do których jest przykładana siła.
- uszczelka – twarda metalowa folia rozdzielająca diamenty. Spełnia istotną rolę, utrzymując ściskaną próbkę oraz rozkładając ciśnienie równomiernie pomiędzy próbkę a krawędzie diamentów.